# Colpo proibito (film 1956)
Colpo proibito (The Come On) è un film noir del 1956 diretto da Russell Birdwell e ispirato al romanzo omonimo di Whitman Chambers scritto nel 1953.

## Trama
Era un momento di gravi difficoltà per Rita quello in cui, tre anni prima, aveva accettato di unirsi al malavitoso Harley Kendrick in una particolare associazione a delinquere, specializzata in ricatti: ma da allora la donna aveva dovuto sottostare alle malversazioni di Kendrick, che – pur facendole condurre una vita agiata – rifiutava (sotto minaccia, al solito, di ricatto) di consegnarle la parte dei bottini che le sarebbe spettata.
Quando Rita, in una località costiera della California, fa la conoscenza di Dave Arnold, comproprietario di un battello da pesca, e i due si innamorano, la donna decide che è il momento di uccidere Kendrick (e di intascare il suo patrimonio, secondo gli accordi scritti che i due malviventi avevano stabilito). E decide di commettere l'omicidio in modo particolarmente appariscente: facendo saltare in aria l'imbarcazione di Kendrick, al momento ormeggiata nel medesimo porto. Rita compra la dinamite, che prontamente Dave – appena reso edotto delle intenzioni dell'amata – getta a mare.
Il fatto notevole è che il battello esplode lo stesso, con Kendrick dato per morto su di esso: Rita è innocente, ma non avrebbe potuto provarlo alla polizia non fosse stato per l'investigatore privato J. J. McGonigle (assoldato in precedenza da Kendrick). Costui aveva offerto la propria (falsa) testimonianza alla polizia con l'obiettivo di ricattare la donna e Dave. Di conseguenza Rita lo uccide, ed insieme a Dave ripara in Messico.
Qui si scopre che Kendrick non era morto, ed egli ricompare: ci penserà di nuovo Rita a ficcare qualche pallottola nel corpo di lui. Rita e Dave, ormai stretti nella morsa della polizia, sono su un'idillica spiaggia messicana quando il verosimilmente immortale Kendrick, come suole, fa la sua comparsa, gravemente ferito ma vivo. Egli spara a Rita, uccidendola, e a Dave (apparentemente solo ferito), prima di stramazzare sul bagnasciuga. Viene da chiedersi se questa volta Kendrick è veramente morto.

## Produzione

### Riprese
Il film venne girato ai California Studios al 5530 di Melrose Avenue, a Hollywood

## Distribuzione
Distribuito dall'Allied Artists Pictures, uscì nelle sale cinematografiche USA il 16 aprile 1956.

### Tagline
The frank story of a woman who knew every temptation! (La vera storia di una donna che conobbe ogni tentazione!)